# Coptacra nigrifemura
Coptacra nigrifemura är en insektsart som beskrevs av Wei, S.-z. och Z. Zheng 2005. Coptacra nigrifemura ingår i släktet Coptacra och familjen gräshoppor. Inga underarter finns listade i Catalogue of Life.